# 3063 Makhaon
3063 Makhaon là một tiểu hành tinh loại thiên thể Troia của Sao Mộc có quỹ đạo L4 Điểm Lagrange thuộc hệ Mặt trời-Sao Mộc, trong nhóm Hy Lạp. Nó được đặt theo tên Hy Lạp cổ đại anh hùng Makhaon, người chiến đấu trong Chiến tranh thành Troia. Nó được phát hiện bởi Lyudmila Georgievna Karachkina ở Nauchnyj, Ukraina ngày 4 tháng 8 năm 1983.